# NGC 5994
NGC 5994 (również PGC 56020 lub UGC 10033) – galaktyka spiralna z poprzeczką (SBbc), znajdująca się w gwiazdozbiorze Węża. Odkrył ją 9 marca 1851 roku Bindon Stoney – asystent Williama Parsonsa. Galaktyka ta jest w trakcie zderzenia z sąsiednią, znacznie większą NGC 5996. Ta para oddziałujących ze sobą grawitacyjnie galaktyk została skatalogowana jako Arp 72 w Atlasie Osobliwych Galaktyk i znajduje się w odległości około 153 milionów lat świetlnych od Ziemi.